# Rückstau- bzw. brackwasserbeeinflusster Ostseezufluss

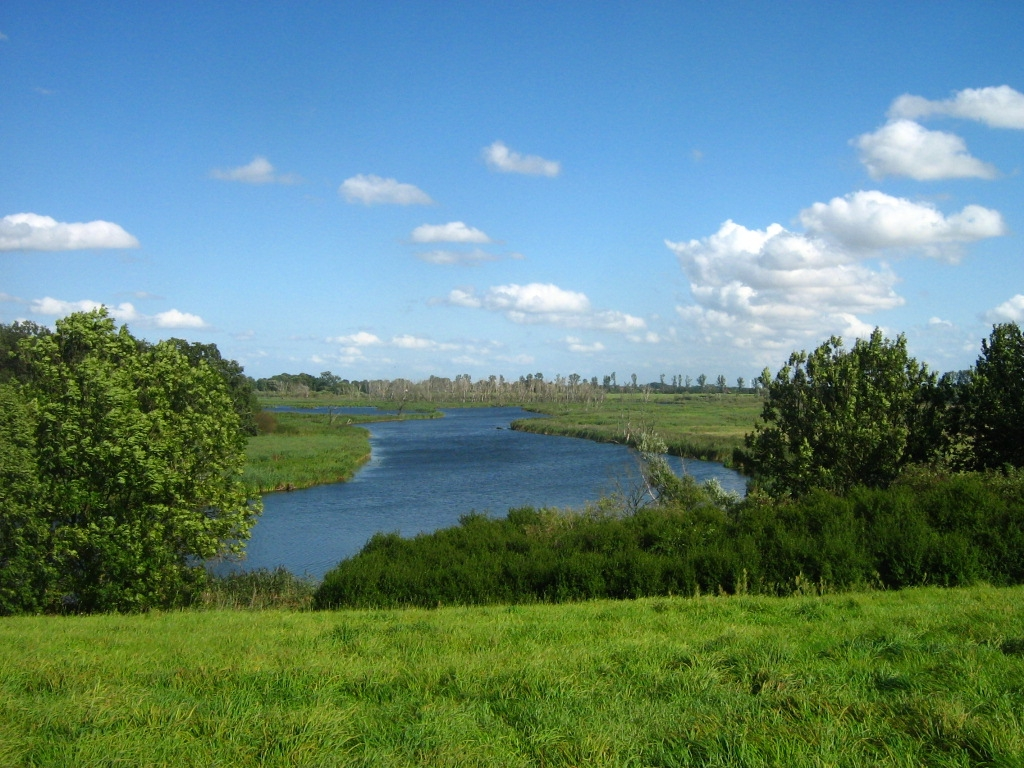
Die rückstaubeeinflusste Peene 3 km nordöstlich von Demmin

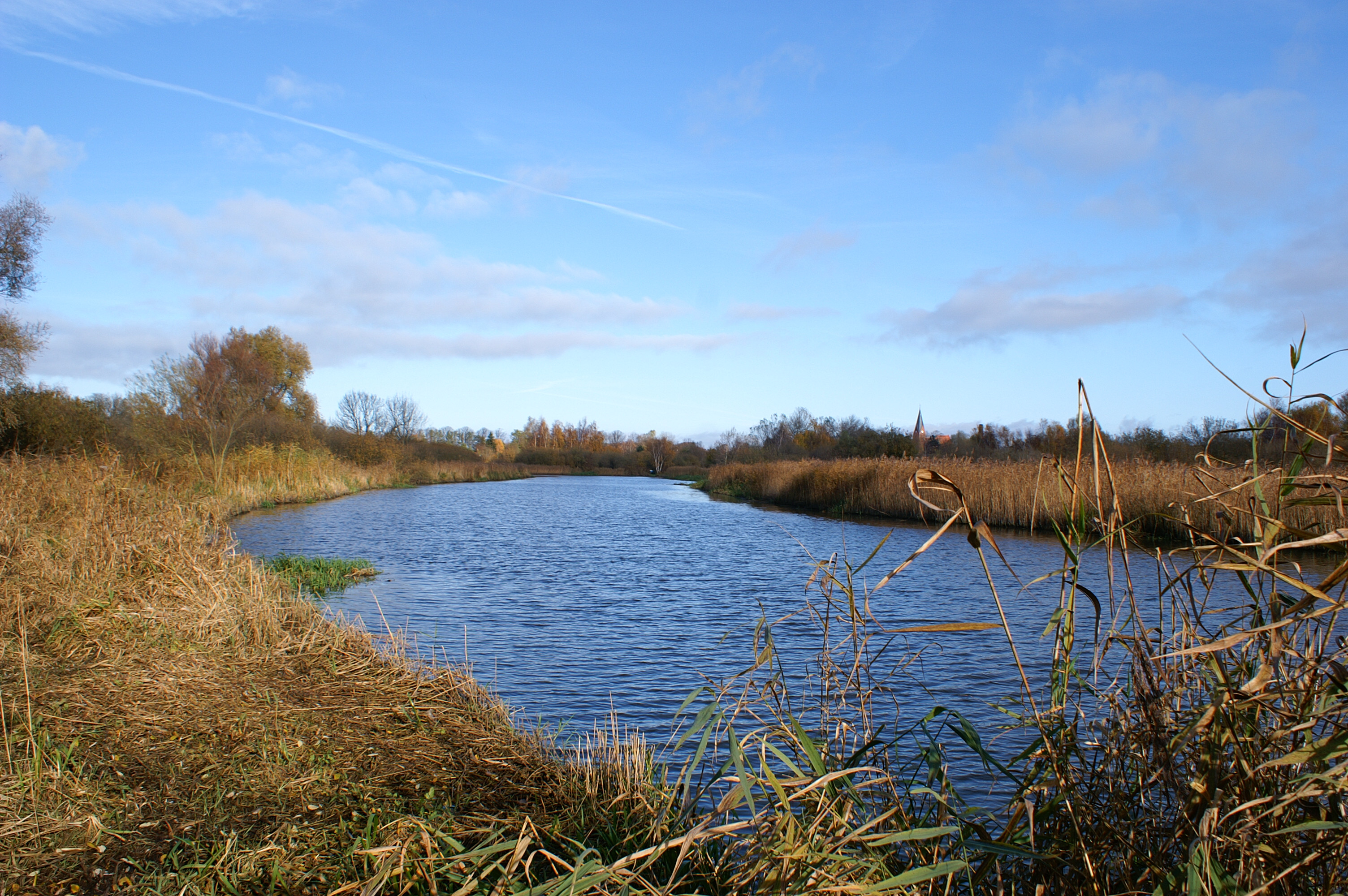
Die Recknitz bei Damgarten, ebenfalls ein Gewässer des LAWA-Typs 23

Der rückstau- bzw. brackwasserbeeinflusste Ostseezufluss (Typ 23) ist ein von der Bund/Länder-Arbeitsgemeinschaft Wasser definierter Fließgewässertyp (LAWA-Typ) des norddeutschen Tieflandes.

## Gewässerstruktur
Wichtigstes Merkmal für die Einordnung eines Gewässerabschnitts in diesen Typ ist der Rückstau der Gewässer aufgrund des kaum vorhandenen Gefälles zur Ostsee sowie eine regelmäßig stattfindende Umkehr der Fließrichtung aufgrund hoher Wasserstände der Ostsee. Daher fließt temporär Brackwasser in den Fluss. Die mineralischen Sohlen der Flüsse liegen häufig unter dem heutigen Meeresspiegel der Ostsee und sind mit organischem Material wie Torf oder Schlamm aufgefüllt.

## Flora und Fauna
Die Lebewesen dieser Flussabschnitte müssen an den zeitlich begrenzten Brackwassereinfluss angepasst sein. Sie unterscheiden sich je nach Häufigkeit und Grad der Salzbeeinflussung stark. Es treten unter anderem Zuckmücken, Miesmuscheln und verschiedene Krebstiere sowie Barsch, Aal und Flunder auf. Saisonal sind wandernde Arten wie die Meerforelle vertreten.
Auch die vorkommenden Pflanzen müssen mit dem zeitweise erhöhten Salzgehalt fertigwerden. Häufig vorhandene Arten sind das Kamm-Laichkraut und der Sumpf-Teichfaden. In den Uferzonen befinden sich häufig ausgedehnte Röhrichte und Seggenriede. Plankton kann ebenfalls vorhanden sein und besteht dann vor allem aus Diatomeen und Grünalgen.

## Beispiele
- Peene ab dem Kummerower See
- Unterlauf der Recknitz
- Warnow ab Bützow (Zufluss von Ostseewasser künstlich verhindert durch Mühlendamm in Rostock)